# 臺灣-宍道褶曲帶

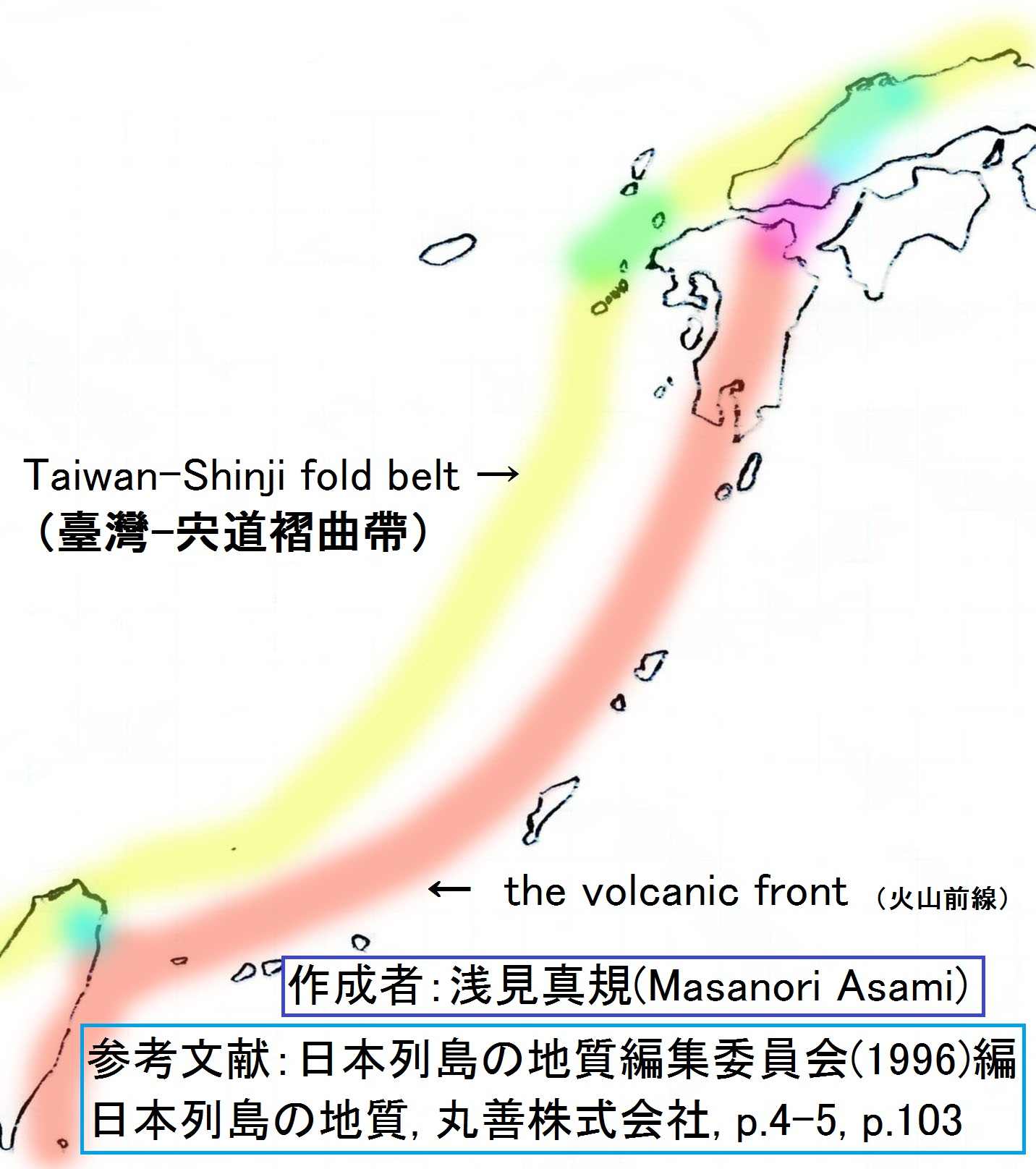
臺灣-宍道褶皺帶：黃色的帶表示“臺灣-宍道褶皺帶”的位置

臺灣－宍（ㄖㄡˋ）道褶皺帶（Taiwan-Sinzi fold zone），是位于東中國海大陸棚東邊的褶曲帶，從台灣北部延伸到日本本州西部的日本海沿岸。，其中包括第三紀、第四紀的小規模玄武岩質火山島，譬如台灣的彭佳嶼、黄尾屿和日本島根縣的大根島。指的是日本島根縣的宍道湖。不過此褶皺帶的東北端實際被認為位於日本的丹後半島附近。